# OLED

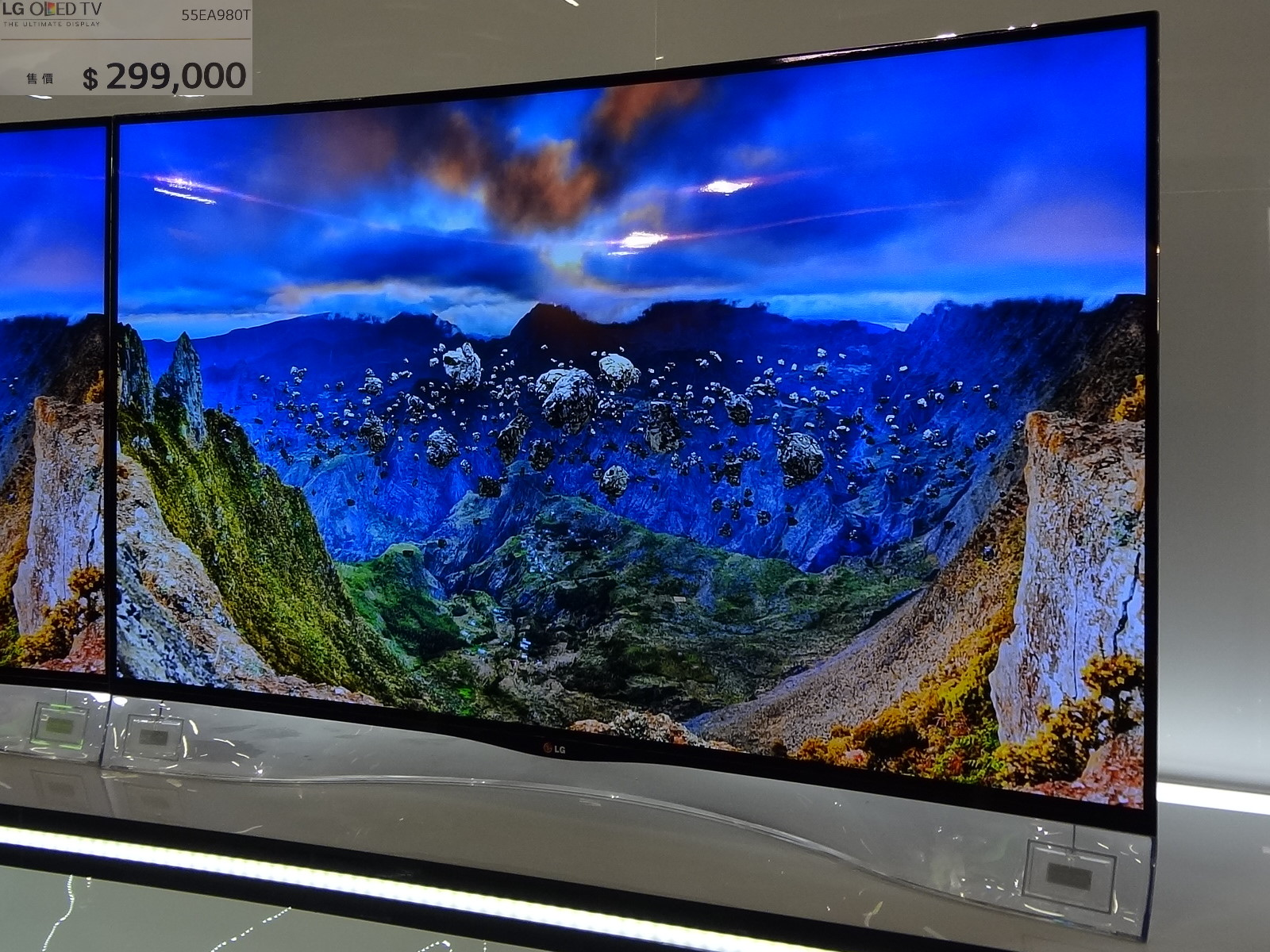
Esempio di schermo a diodi organici

Il diodo organico a emissione di luce (acronimo inglese: OLED; in inglese organic light-emitting diode) è un tipo di diodo organico utilizzato per schermi e televisori, prodotto a partire dagli anni 2000.
Si tratta di una tecnologia che permette di realizzare display a colori con la capacità di emettere luce propria: a differenza dei display a cristalli liquidi (LCD), i display OLED non richiedono componenti aggiuntivi per essere illuminati (gli schermi a cristalli liquidi vengono illuminati da una fonte di luce esterna se sono riflettivi), ma producono luce propria; questo permette di realizzare pannelli molto sottili, addirittura pieghevoli e arrotolabili e che richiedono minori quantità di energia per funzionare.
A causa della natura monopolare degli strati di materiale organico, i display OLED conducono corrente solo in una direzione, comportandosi in modo analogo a un diodo; di qui il nome di O-LED, per similitudine con i LED.

## Storia

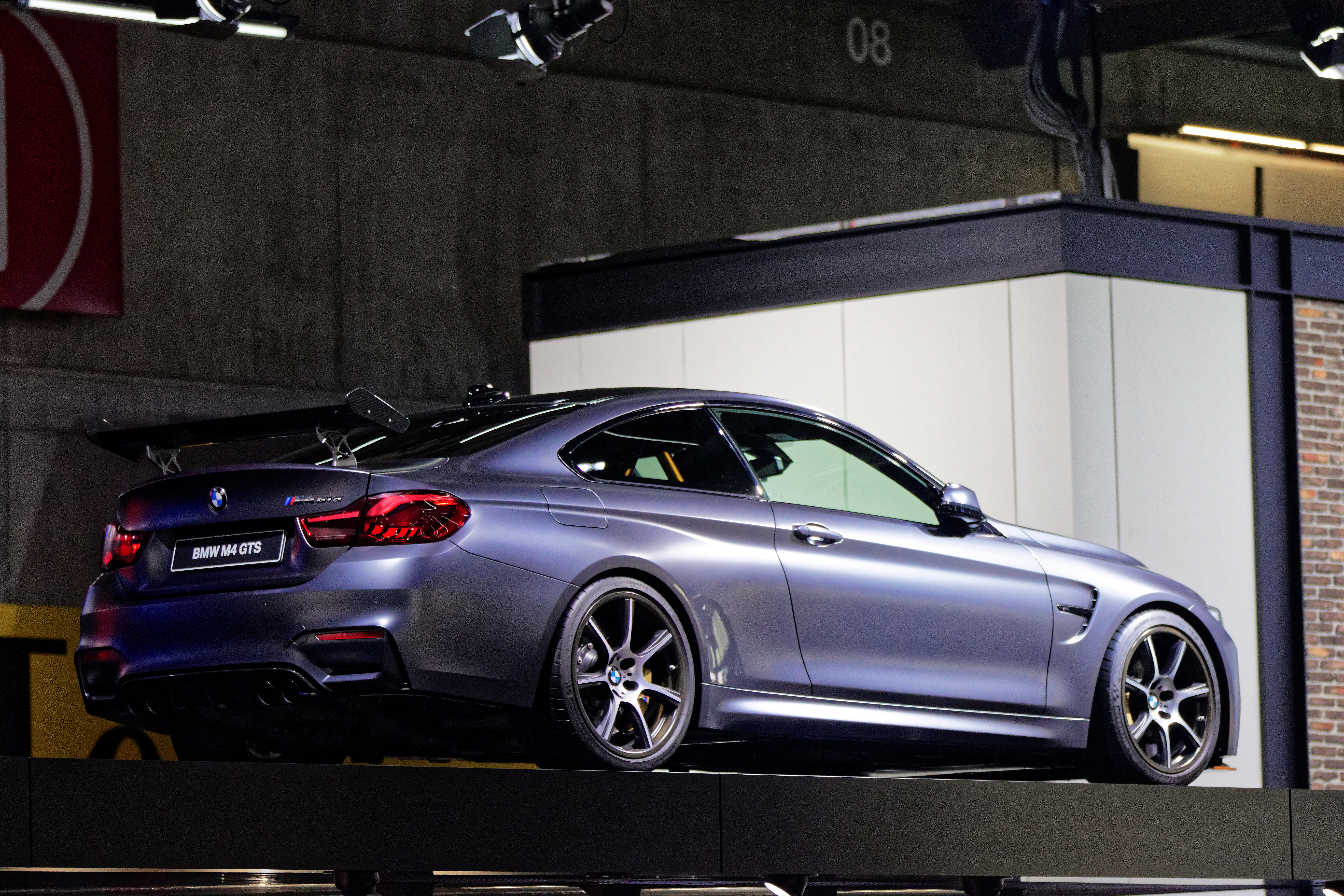
La BMW è stata tra le prime case costruttrici a montare diodi organici su una autovettura.

La proprietà di elettroluminescenza posseduta da alcuni elementi organici è conosciuta da lungo tempo, a partire dalle prime osservazioni formulate all'inizio degli anni 1950 da André Bernanose e dai suoi collaboratori dell'Università di Nancy. I primi tipi di schermi OLED non andarono però oltre lo stadio di prototipo, perché richiedevano una tensione elettrica di alimentazione troppo alta (oltre i 100 Volt), che li rendeva pericolosi.
Il successo fu determinato dall'assottigliamento delle pellicole di materiale organico elettroluminescente. Con spessori inferiori, esse permettevano l'alimentazione a tensioni vicine ai 12 Volt, più convenzionali.
I primi modelli che utilizzavano questa tecnologia erano strutturalmente molto semplici: una pellicola organica è posta tra due elettrodi (anodo e catodo): applicando una tensione ai due elettrodi il passaggio di corrente causa l'emissione luminosa. Un altro problema era legato alle tolleranze di allineamento:  un allineamento imperfetto provocava grandi dissipazioni di energia.
I primi display efficienti e a bassa tensione furono presentati nel 1987 da Ching Tang e Steve Van Slyke; questi display facevano uso di due strati organici: uno predisposto per ricevere lacune, l'altro per ricevere elettroni; in questo modo e con successivi miglioramenti fu possibile costruire display ad alta luminosità alimentati da tensioni dell'ordine dei 10 Volt.
Nel luglio del 2008 viene annunciata la nascita di un consorzio tra Sony, Toshiba e Panasonic per la produzione di schermi OLED, con la Sony che ha in produzione alcuni modelli professionali. Applicazioni vi sono anche nel settore automobilistico dove vengono impiegati per la prima volta nel 2015 su una vettura di serie, la BMW M4 GTS.

## Caratteristiche tecniche

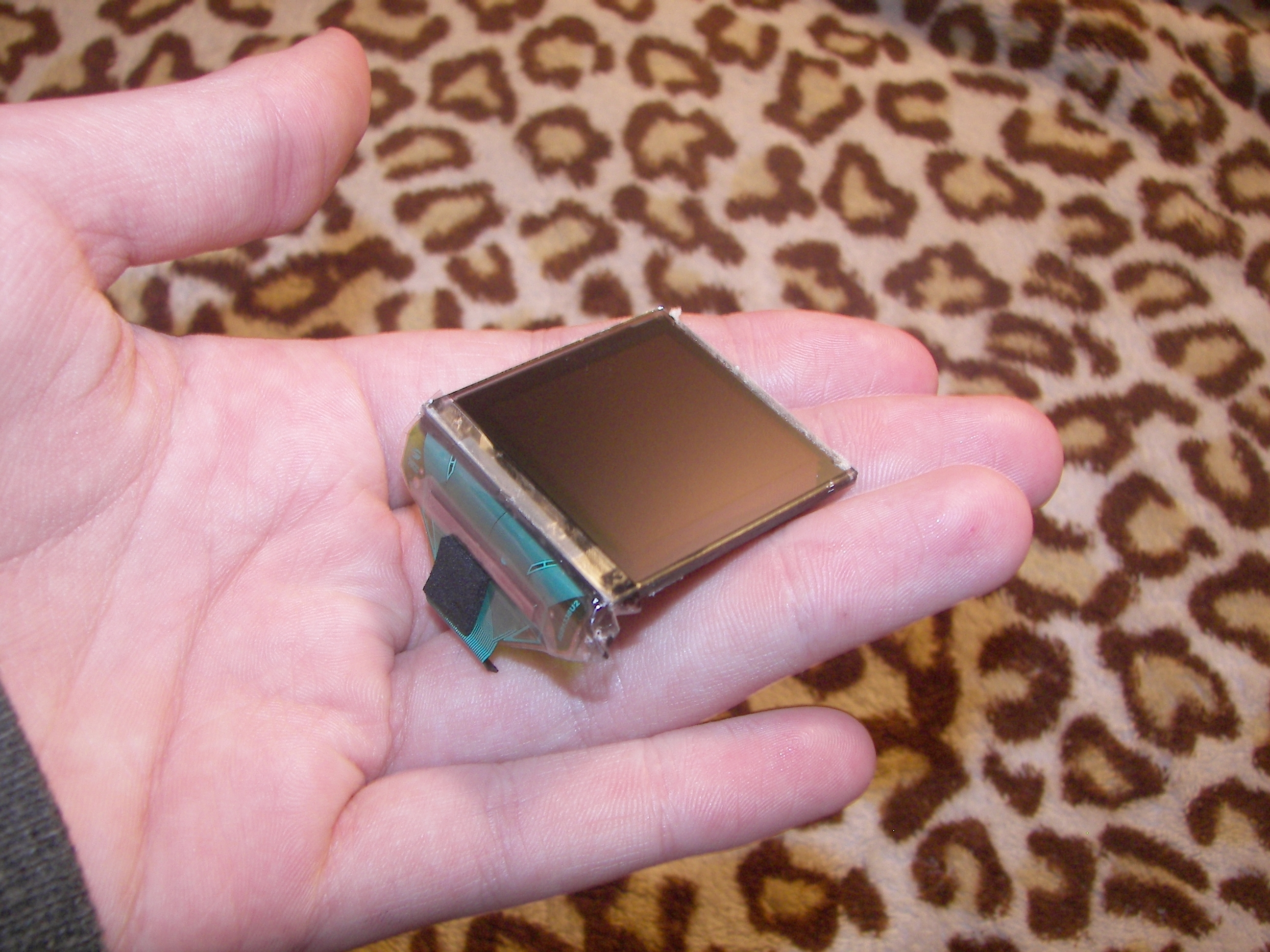
Schermo OLED del lettore MP3 della Creative Technology

In questo caso il materiale organico è, ad esempio, un polimero conduttivo elettroluminescente simile alla plastica, in questo caso si può parlare più correttamente di POLED Plastic Organic LED, oppure materiali organici non polimerici di peso molecolare relativamente basso. Un elemento è definito organico quando contiene una struttura costituita prevalentemente da carbonio e da qui origina il nome di led organico. Normalmente gli strati organici sono in grado di emettere solo luce bianca, ma con opportuni drogaggi di composti elettrofosforescenti come il rutenio, il platino, l'iridio e l'europio possono emettere luce rossa (drogante fluorescente a base di carbossammide di perilene), verde (cumarina) o blu (β - DNA) (RGB).
Poiché questi colori sono utilizzati per produrre tutta la gamma di colori negli schermi, è possibile combinarli per produrre tutti i colori dello spettro visibile, in modo analogo a quanto accade in qualunque display a colori: ogni punto di un'immagine è costituito da tre microdisplay affiancati, che producono luce rossa, verde e blu; visto da lontano, ogni elemento composto da tre microdisplay appare all'occhio umano come un singolo punto il cui colore cambia a seconda dell'intensità della luce di vari colori emessa dai singoli microdisplay. Combinando gli RGB è possibile ottenere anche la luce bianca. La Universal Display Corporation ha recentemente annunciato di aver realizzato un differente tipo di display in cui i tre microdisplay di ogni elemento sono sovrapposti anziché affiancati, il che permette un notevole incremento della risoluzione.

## Componenti
Un display OLED è composto da vari strati sovrapposti: su un primo strato trasparente che ha funzioni protettive viene deposto uno strato a conduzione trasparente che funge da anodo, successivamente vengono aggiunti 3 strati organici: uno per l'iniezione delle lacune, uno per il trasporto di elettroni e tra essi i tre materiali elettroluminescenti (rosso, verde e blu), disposti a formare un unico strato composto da tanti elementi, ognuno dei quali formato dai tre microdisplay colorati. Infine viene deposto uno strato riflettente che funge da catodo. Nonostante la molteplicità di strati, lo spessore totale, senza considerare lo strato trasparente, è di circa 300 nanometri.

## Vantaggi e limiti
La tecnologia OLED presenta grandi vantaggi ma al contempo anche alcuni svantaggi. Tra i punti a favore si annoverano soprattutto:
- leggerezza
- flessibilità
- ampio angolo di visione (quasi 90° dalla normale)
- ottimo contrasto
- saturazione dei colori
- tempo di risposta
- con immagini nere indipendentemente dalla luminosità, comparato a un pannello LCD, i consumi sono estremamente bassi in quanto gli OLED che generano il colore nero sono spenti

I maggiori limiti di questa tecnologia sono:
- costo elevato del processo produttivo (è probabile che l'avvento di un'economia di scala abbassi notevolmente il costo di produzione, fino a rendere i display OLED più economici di quelli LCD o al plasma);
- durata operativa inferiore ai display LCD (continue ricerche vengono portate avanti per aumentarne la durata della vita, penalizzata dalla perdita di capacità di emettere luce del materiale organico, quantificata in poche decine di migliaia di ore di esercizio. Nel 2007 sono stati creati prototipi di display OLED con una durata operativa maggiore delle controparti LED e al plasma[7]);
- luminosità massima inferiore a un LCD, quando è impiegato tutto il pannello;
- con immagini bianche a luminosità massima i consumi sono molto elevati, in comparazione a un display pannello, pur rimanendo equivalenti ai consumi di un pannello al plasma;
- una delle principali sfide per i display OLED è la formazione di macchie scure dovute all'ingresso di ossigeno e umidità, che nel tempo degradano il materiale organico indipendentemente dal fatto che il display sia alimentato o meno[8];

Per quanto concerne i consumi, questi sono molto variabili in base al tipo d'immagine da riprodurre, esattamente come succedeva con la tecnologia passata degli schermi CRT, di fatto sono molto influenzati dal tipo d'impostazione dello schermo e dal tipo d'immagine. Gli schermi LCD hanno un consumo pressoché costante durante il loro funzionamento o comunque variabile in base al tipo d'immagine, in quanto entra in gioco la tipologia di retroilluminazione utilizzata e la sua gestione. Nel 2018 si è visto come il consumo medio tra OLED ed LCD (che gestiscono meglio la retroilluminazione e consumi) sia pressoché identico.

## Tecnologie derivate
- AMOLED (Active matrix OLED, OLED a matrice attiva)
- PHOLED (Phosphorescent OLED, OLED fosforescente)
- PLED (Polymer light-emitting diodes, OLED a polimeri)
- SM-OLED (Small molecules OLED, OLED a piccole molecole)
- SOLED (Stacked OLED, OLED impilato)
- TOLED (Transparent Organic Light Emitting Device, OLED Trasparente)
- PeLED (Perovskite Light Emitting Diode, OLED a Perovskite)
- P-OLED (Plastic OLED, OLED di plastica)
- QD-OLED / QD-LED (Quantum dot OLED, OLED con punti quantistici). Da non confondere con i QLED, LCD con filtro di punti quantistici
- QNED (Quantum nano-emitting diode, diodo a emissione con nanobarre quantistiche); simile a un QD-OLED si differenzia per l'uso di nanobarre e dei LED di nitruro di gallio[10]
- microLED
- WOLED (White OLED, OLED bianco)
- EL-QLED (Quantum dot - punto quantistico - LED Elettroluminescente)[11]

## Cronologia dell'evoluzione tecnologica
- Nel 2002 la Philips sperimenta i primi display OLED a uso commerciale, limitati al bianco e nero.
- Nel 2003 la Kodak ha introdotto la prima fotocamera digitale con schermo OLED[12].
- Dal 2003 Sony mette in commercio lettori Walkman dotati di schermi OLED.
- Nel 2004 Samsung ha commercializzato il telefono cellulare SGH-E700, dotato di uno schermo OLED esterno a 256 colori con una risoluzione di 64x96 pixel.
- Nel maggio del 2005 è stato presentato un prototipo di schermo OLED di 40 pollici.
- Nell'aprile del 2006 l'Università tecnica di Braunschweig ha comunicato una nuova tecnologia che entro 2 anni produrrà il primo schermo OLED trasparente utilizzando TFT.
- Nel settembre del 2006 un gruppo di ricercatori della Cornell University ha creato un nuovo tipo di OLED flessibile che agisce come una sorta di cella fotovoltaica e che quindi genera elettricità dalla luce.
- La giapponese Sony ha annunciato l'intenzione di mettere in commercio per il mercato giapponese TV basate sulla tecnologia OLED entro il 2007. XEL-1 sarà il primo modello di televisore, con 11 pollici, 940 x 540 punti, contrasto 1.000.000:1, scheda di rete ethernet, porta HDMI, porta USB. Verrà prodotta da ST Liquid Crystal Display, Joint Venture fra Sony e Toyota[13].
- Nel 2008 OSRAM, società di proprietà della Siemens, presenta Early Future, la prima lampada OLED.[14]
- Per il 2008 Sony ha annunciato una TV OLED da 31 pollici con risoluzione Full HD (1080 linee)[13].
- Dal 2009 Sony annuncia un investimento in campo OLED di 140 milioni di euro.[15]
- La Samsung annuncia la vendita di televisori OLED a partire dal 2009[16]
- Anche Panasonic annuncia che commercializzerà televisori 40" OLED a partire dal 2011[17]
- Samsung presenta il nuovo prototipo di schermo OLED da 40" in Full HD
- LG Electronics presenta il suo nuovo schermo 3D OLED da 31" in Full HD
- Nokia presenta il suo nuovo C6-01 con schermo OLED a 3,2" con risoluzione 640*360.
- Il 27 gennaio 2011, durante il PlayStation meeting, Sony annuncia la nuova console portatile di ultima generazione, PlayStation Vita (allora ancora conosciuta con il nome in codice NGP), dotata di schermi multi-touch da 5 pollici OLED con risoluzione 960 x 544 pixel.[18]
- A febbraio 2012, durante il Consumer Electronics Show tenutosi a Las Vegas, LG Electronics presenta il suo televisore a tecnologia OLED da 55" che pesa solo 7,5 kg
- A gennaio 2013, durante il Consumer Electronics Show tenutosi a Las Vegas, Sony e Panasonic presentano i primi TV OLED 4K al mondo. Altri prototipi di TV OLED sono stati presentati da altre compagnie.
- Nel settembre 2013, LG Electronics presenta il primo schermo curvo per televisione con una tecnologia OLED.[19]
- A gennaio 2019, Samsung presenta un cellulare pieghevole con schermo flessibile di tecnologia P-OLED
- A fine 2020 parte la prima fabbrica per la produzione di QD-OLED di Samsung[20]
- A Gennaio 2023 LG Display evolve i suoi Oled WRGB di fascia alta con la tecnologia MLA tramite inserimento di uno strato di lenti che ne aumenta la luminosità e l'angolo di visione.